# Idioma bathari
El idioma bathari es una lengua afroasiática, hablada en Omán. Tienen actualmente 200 hablantes aproximadamente. Se suele hablar en las regiones de Dhofar Governorate, Shuwaymiya y Sharbithat. El idioma bathari tiene el alfabeto árabe.
Esta lengua junto con la harsusi es muy cercana a la mehri. Posee gran riqueza en literatura oral, consistente de cuentos y poesía.